# Shift K3Y
Shift K3Y, pseudonimo di Lewis Shay Jankel (Londra, 27 maggio 1993), è un disc jockey, produttore discografico e cantante britannico.
È salito alla ribalta con i suoi singoli del 2014 Touch, che ha raggiunto la posizione numero tre della UK Singles Chart, e I Know.

## Carriera

### 2011–2012: inizi e primi contratti discografici
Jankel ha pubblicato il suo EP di debutto Step in the City il 12 dicembre 2011, tramite l'etichetta discografica Bullet Train. Manage Ya, una delle tracce dell'EP, è stata spesso mandata in radio da alcuni DJ di BBC Radio 1 e 1Xtra tra cui MistaJam e Toddla T. Il 23 luglio 2012, ha fatto uscire il suo secondo EP Left and Right, sempre attraverso la stessa etichetta. Durante l'anno ha prodotto molti remix e bootleg, che verso la fine del 2012 hanno attirato l'attenzione dell'etichetta discografica Buygore, con cui ha pubblicato il suo terzo EP Let You Down.

### 2013-presente: successo
Nel 2013 Jankel ha cambiato ufficialmente nome d'arte, passando da Shift Key a Shift K3Y. Nel marzo 2013, sempre con l'etichetta Buygore, ha pubblicato l'Ep Frozen. Un suo remix del brano Trampoline di Tinie Tempah fu spesso mandato in onda nelle radio locali ed arrivò fino alla posizione numero uno della classifica dei singoli di Beatport. Nel corso del 2013 fece uscire altri tre singoli: Keep Ya Mouth Shut, Make it Good e Laughing at You.
Il suo singolo di maggior successo si rivelò essere Touch, pubblicato il 13 aprile 2014, che rimase per diverse settimane in rotazione continua nel Regno Unito. Il 21 settembre dello stesso anno è uscito il singolo I Know.

## Vita privata
Shift K3Y è il figlio di Elaine O'Halloran e Chaz Jankel, cantautore, compositore e produttore discografico britannico.

## Discografia

### Album in studio
- 2017 - Nit3 Tales (Sony)

### EP
- 2011 - Step in the City (Bullet Train)
- 2012 - Left and Right (Bullet Train)
- 2012 - The Musicool (con Marcus Clarke)
- 2012 - Let You Donw (Buygore)
- 2013 - Frozen (Buygore)
- 2015 - Off the Record (Sony)

### Singoli
- 2014 - Touch
- 2014 - I Know
- 2015 - Name & Number
- 2015 - Gone Missing (feat. BB Diamond)
- 2018 - Only You
- 2018 - Entirety (feat. A*M*E)
- 2019 - Rhythm of the Drum
- 2019 - To the Floor
- 2019 - Get Low
- 2019 - Push Ya Back Out
- 2020 - They Wanna Know
- 2020 - Do Me No Good
- 2021 - Love Line (con Tinashe)
- 2021 - Love Me Better (con Dillon Francis feat. Marc E. Bassy)

Come artista ospite
- 2020 - Better Off Without You (Becky Hill feat. Shift K3y)